# Epiplema fulvihamata
Epiplema fulvihamata är en fjärilsart som beskrevs av George Francis Hampson 1912. Epiplema fulvihamata ingår i släktet Epiplema och familjen Uraniidae. Inga underarter finns listade i Catalogue of Life.